# Браун, Питер (историк)
Пи́тер Ро́берт Ламо́нт Бра́ун (англ. Peter Robert Lamont Brown; род. 26 июля 1935, Дублин) — ирландско-британский и американский историк, антиковед, специалист по поздней античности, которому приписывают создание этой области исследований. Доктор философии, именной профессор Принстона (эмерит), член Британской академии (1971) и Американского философского общества (1995).

## Биография
Выпускник Оксфорда, в Нью-колледже которого получил степень магистра искусств.
Влияние на него оказал А. Момильяно.
С 1956 года сотрудник, с 1970 года лектор Оксфорда (по 1975 год).
В 1975—1978 годах профессор истории Royal Holloway Лондонского университета.
В 1978—1986 годах профессор истории и классики Калифорнийского университета в Беркли.
С 1983 года приглашённый профессор, с 1986 года профессор истории Принстона, именной профессор (Philip and Beulah Rollins Professor).
Член Американской академии искусств и наук (1979) и Американской академии медиевистики (1988).
Трижды женат, две дочери от первого брака.
Как отмечает проф. МГУ Игорь Филиппов, работы П.Брауна по истории поздней античности во многом определили современные представления о ней.

## Награды и отличия
- Стипендия Мак-Артура (1982)[8]
- Ralph Waldo Emerson Award[англ.], Phi Beta Kappa (1989)
- Премия Хейнекена (1994)
- Ausonius-Preis[нем.] (1999)
- Премия Клюге (2008)
- Премия Бальцана (2011)
- Nicolai Rubinstein lecture (2013)[9]
- Премия Дэна Дэвида (2015)
- Mellon Distinguished Achievement Award

Почётный доктор.

## Труды
- Augustine of Hippo: A Biography (1967/2000) — ISBN 0-520-22757-3 — new edition, with new epilogue, ISBN 978-0-520-22757-6
- «The Rise and Function of the Holy Man in Late Antiquity», The Journal of Roman Studies[англ.], 61 (1971): 80-101.
- The World of Late Antiquity: AD 150—750 (1971/1989) — ISBN 0-393-95803-5

В русском издании: Мир поздней Античности. 150—750 гг. н. э. М.: Новое литературное обозрение, 2024. — ISBN 978-5-4448-2164-0.
- The Making of Late Antiquity (1978) — ISBN 0-674-54321-1
- The Cult of the Saints: Its Rise and Function in Latin Christianity (1981) — ISBN 0-226-07622-9

В русском издании: Культ святых, его становление и роль в латинском христианстве. М.: РОССПЭН, 2004. — ISBN 5824305633.
- Society & the Holy in Late Antiquity (1982) — ISBN 978-0-520-06800-1
- «Late Antiquity» ([1985] 1987) in Paul Veyne, ed. A History of Private Life: 1. From Pagan Rome to Byzantium.
- The Body and Society: Men, Women, and Sexual Renunciation in Early Christianity (1988) — ISBN 0-231-06101-3
- Power and Persuasion: Towards a Christian Empire (1992)
- Authority and the Sacred: Aspects of the Christianisation of the Roman world (1995) — ISBN 0-521-49904-6; «Aspects of the Christianisation of the Roman World», The Tanner Lectures On Human Values, November 1993
- The Rise of Western Christendom (1996/2003) — ISBN 0-631-22138-7
- Chapters 21 & 22 in The Cambridge Ancient History, Volume XIII, The Late Empire, A.D. 337—425 (1998) — ISBN 0-521-30200-5
- Poverty and Leadership in the Later Roman Empire (2002)
- Through the Eye of a Needle: Wealth, the Fall of Rome, and the Making of Christianity in the West, 350—550 AD (2012) — ISBN 0-691-15290-X
- The Ransom of the Soul: Afterlife and Wealth in Early Western Christianity (2015)
- Treasure in Heaven: The Holy Poor in Early Christianity (2016)
- Journeys of the Mind: A Life in History (2023) — ISBN 9780691242286